# Montanoa ovalifolia
Montanoa ovalifolia là một loài thực vật có hoa trong họ Cúc. Loài này được Augustin Pyramus de Candolle mô tả khoa học đầu tiên năm 1836 dưới danh pháp Montagnea ovalifolia theo thông tin do Jules Paul Benjamin Delessert cung cấp. Năm 1864 Karl Heinrich Emil Koch điều chỉnh thành Montanoa ovalifolia.

## Phân bố
Loài bản địa tây bắc Nam Mỹ, có tại Colombia, Ecuador, Peru.

## Phân loài
- Montanoa ovalifolia subsp. australis V.A.Funk, 1982: Ecuador, Peru.[5]
- Montanoa ovalifolia subsp. ovalifolia (đồng nghĩa: Eriocoma ovalifolia Kuntze, 1891, Montanoa auriculata Cuatrec., 1954): Colombia, Ecuador.[6]